# Steve Emerson

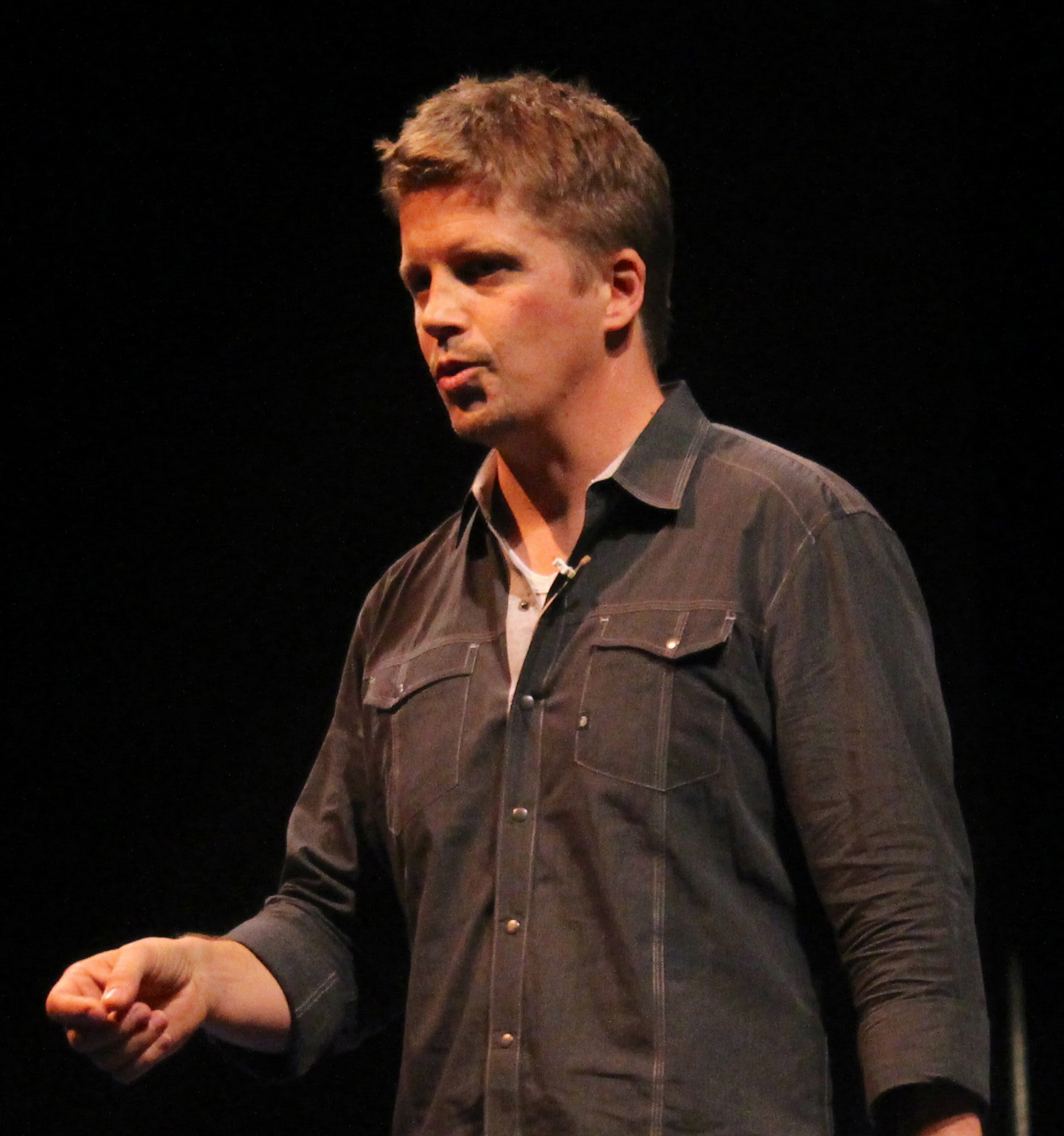
Steve Emerson (2015)

Steve Emerson (* vor 1995) ist ein US-amerikanischer Spezialeffektkünstler.

## Karriere
Nach seinem Collegeabschluss arbeitete Emerson in Hollywood. 1995 erstellte er für die Firma The Post Group Grafiken und visuelle Effekte die im Fernsehen eingesetzt wurden. Zu Beginn seiner Karriere wurde Emerson als Data Manager und Digital Compositor eingesetzt. So wirkte er unter anderem bei den Filmen Flubber, Jack Frost, den beiden Fortsetzungen zu Matrix, Die Legende von Beowulf oder Transformers mit. Des Weiteren arbeitete er auch an Dokumentarfilmen mit, wie zum Beispiel über Michael Jordan, die unter dem Titel Michael Jordan to the Max veröffentlicht wurde.
Seit 2008 ist er für das US-amerikanische Animationsstudio Laika tätig. So wirkte er bei den Stop-Motion-Filmen Coraline als 2D Supervisor, ParaNorman als Compositing Supervisor und als VFX Supervisor für die beiden Wertke Die Boxtrolls und Kubo – Der tapfere Samurai mit.
Für seine künstlerischen Leistungen bei dem Film Kubo, erhielt Emerson bei der Oscarverleihung 2017 gemeinsam mit seinen Kollegen Oliver Jones, Brian McLean und Brad Schiff eine Oscarnominierung in der Kategorie beste visuelle Effekte.

## Filmografie (Auswahl)

### Spielfilme
- 1997: Flubber
- 1998: Jack Frost
- 2001: Runaway Jane – Allein gegen alle (Jane Doe, Fernsehfilm)
- 2002: Phase IV – Spiel des Todes (Phase IV)
- 2003: Matrix Revolutions (The Matrix Revolutions)
- 2003: Matrix Reloaded (The Matrix Reloaded)
- 2007: Die Legende von Beowulf (Beowulf)
- 2007: Transformers
- 2009: Coraline
- 2012: ParaNorman
- 2014: Die Boxtrolls (The Boxtrolls)
- 2016: Kubo – Der tapfere Samurai (Kubo and the two Strings)

### Dokumentarfilme
- 2000: Michael Jordan to the Max
- 2002: Space Station 3D
- 2002: Straight Up: Helicopters in Action (Kurzfilm)
- 2003: MacGillivray Freemann’s Top Speed (Kurzfilm)
- 2003: Wunderwelt Korallenriffe
- 2003: Our Country (Kurzfilm)